# Past Lives
Past Lives — двойной концертный альбом британской рок-группы Black Sabbath, выпущенный в 2002 году. Первый диск ранее известен под названием Live at Last; второй диск содержит различные записи группы, сделанные для телевидения и радио и выходившие ранее только на бутлегах.
Достиг 114 места в Billboard 200.

## Об альбоме
Треки 1—9 с первого диска записаны во время выступлений 11 марта 1973 года в Hardrock (Манчестер, Великобритания) и 16 марта 1973 в Rainbow Theatre (Лондон, Великобритания).
Треки 1—4 со второго диска записаны во время выступления 6 августа 1975 года в Asbury Park Convention Hall (Асбери Парк), Нью-Джерси. Концерт был целиком записан King Biscuit и затем выпущен как бутлег под названием Live In '75.
Треки 5—9 со второго диска записаны во время выступления 19 декабря 1970 года в концертном зале «Олимпия» (Париж, Франция).
Первоначально был выпущен как диджипак, позднее появилась версия в стандартной упаковке.
Был ремастирован и переиздан 27 сентября 2010 года в варианте «Deluxe Edition».

## Список композиций

### Диск 1
1. Tomorrow’s Dream
2. Sweet Leaf
3. Killing Yourself
4. Cornucopia
5. Snowblind
6. Children of the Grave
7. War Pigs
8. Wicked World
9. Paranoid

### Диск 2
1. Hand of Doom
2. Hole in the Sky
3. Symptom of the Universe
4. Megalomania
5. Iron Man
6. Black Sabbath
7. NIB
8. Behind the Wall of Sleep
9. Fairies Wear Boots

## Участники записи
- Оззи Осборн — вокал
- Тони Айомми — гитара
- Гизер Батлер — бас-гитара
- Билл Уорд — ударные